# Frode Estil
Frode Estil (Namsos, 31 maggio 1972) è un ex fondista norvegese.

## Biografia
In Coppa del Mondo ha esordito l'8 gennaio 1995 nella 30 km a tecnica libera di Östersund (50°), ha ottenuto il primo podio il 7 marzo 1998 nella 30 km a tecnica classica di Lahti (3°) e la prima vittoria il 18 dicembre 1999 nella 30 km a tecnica classica di Davos.
Estil vinse la sua prima medaglia d'oro individuale in una competizione internazionale nella 15 km a inseguimento dei XIX Giochi olimpici invernali di Salt Lake City 2002. La medaglia d'oro era stata inizialmente assegnata allo spagnolo Johann Mühlegg, che si era imposto con il tempo di 49:20,4, ma nei successivi controlli anti-doping lo sciatore venne trovato positivo alla darbopoietina, una farmaco analogo all'EPO, e quindi squalificato. Nella stessa edizione delle Olimpiadi vinse l'argento nella 15 km a tecnica classica e l'oro con la staffetta 4x10 km assieme a Thomas Alsgaard, Kristen Skjeldal e Anders Aukland. Ai XX Giochi olimpici invernali di Torino 2006, sua seconda e ultima partecipazione olimpica, ha vinto la medaglia d'argento nella 30 km inseguimento dietro al russo Evgenij Dement'ev.
In carriera ha preso parte a cinque edizioni dei Campionati mondiali, vincendo nove medaglie. Ha lasciato il circuito di Coppa del Mondo al termine della stagione 2006-2007 per dedicarsi, nell'ultimo anno della sua carriera, alla Marathon Cup.

## Palmarès

### Olimpiadi
- 4 medaglie:
  - 2 ori (inseguimento, staffetta a Salt Lake City 2002)
  - 2 argenti (15 km a Salt Lake City 2002; inseguimento a Torino 2006)

### Mondiali
- 9 medaglie:
  - 4 ori (staffetta a Lahti 2001; staffetta a Val di Fiemme 2003; 50 km, staffetta a Oberstdorf 2005)
  - 2 argenti (30 km a Lahti 2001; 50 km a Sapporo 2007)
  - 3 bronzi (15 km, 30 km a Val di Fiemme 2003; inseguimento a Oberstdorf 2005)

### Coppa del Mondo
- Miglior piazzamento in classifica generale: 5º nel 2002
- 32 podi (20 individuali, 12 a squadre[2]):
  - 10 vittorie (4 individuali, 6 a squadre)
  - 10 secondi posti (7 individuali, 3 a squadre)
  - 12 terzi posti (9 individuali, 3 a squadre)

#### Coppa del Mondo - vittorie
| Data             | Luogo                      | Paese     | Disciplina                                                                 |
| ---------------- | -------------------------- | --------- | -------------------------------------------------------------------------- |
| 18 dicembre 1999 | Davos                      | Svizzera  | 30 km TC                                                                   |
| 9 dicembre 2000  | Santa Caterina di Valfurva | Italia    | 4x5 km (con Kristen Skjeldal, Tor-Arne Hetland e Thomas Alsgaard)          |
| 10 marzo 2002    | Falun                      | Svezia    | 4x10 km (con Anders Aukland, Kristen Skjeldal e Thomas Alsgaard)           |
| 14 dicembre 2002 | Cogne                      | Italia    | 30 km TC MS                                                                |
| 19 gennaio 2003  | Nové Město na Moravě       | Rep. Ceca | 4x10 km (con Anders Aukland, Tore Ruud Hofstad e Thomas Alsgaard)          |
| 14 dicembre 2003 | Davos                      | Svizzera  | 4x10 km (con Anders Aukland, Kristen Skjeldal e Tor-Arne Hetland)          |
| 10 gennaio 2004  | Otepää                     | Estonia   | 30 km TC MS                                                                |
| 7 marzo 2004     | Lahti                      | Finlandia | 15 km TC                                                                   |
| 12 dicembre 2004 | Val di Fiemme              | Italia    | 4x10 km (con Jens Arne Svartedal, Odd-Bjørn Hjelmeset e Tore Ruud Hofstad) |
| 25 marzo 2007    | Falun                      | Svezia    | 4x10 km (con Øystein Pettersen, Odd-Bjørn Hjelmeset e Petter Northug)      |

Legenda:

MS = partenza in linea

TC = tecnica classica

TL = tecnica libera

### Marathon Cup
- Miglior piazzamento in classifica generale: 18º nel 2008

## Riconoscimenti
Nel 2007 ha ricevuto la Medaglia Holmenkollen, uno dei più prestigiosi riconoscimenti sportivi dello sci nordico.